# ウィリアム・ロイド・ガリソン
ウィリアム・ロイド・ガリソン（William Lloyd Garrison、1805年12月12日–1879年5月24日）は、アメリカ合衆国の奴隷制度廃止運動家であり、ジャーナリスト、社会改革者であった。急進的な奴隷制度廃止運動の新聞「リベレーター」の編集者として知られ、「アメリカ反奴隷制度協会」の創設者の一人である。

## 改革者としての経歴
ガリソンは25歳の時、奴隷制度廃止運動に加わった。短期間、アメリカ植民地協会と関わるようになった。この協会はアフリカの西海岸にある領地に解放された黒人を移民させるべきという考え方をしていた。この協会のメンバーの中には奴隷に自由を与えることを奨励する者がいたが、多くの者はアメリカ合衆国にいる解放奴隷の数を減らし、奴隷制度そのものは維持する手段としてこの移民を考えていた。1828年までに、ガリソンはアメリカ植民地協会の計画を拒否することになった。

### 普遍的解放の天才
ガリソンは間もなく、奴隷制度に対する反対運動に入っていき、ボルティモアで「普遍的解放の天才」（Genius of Universal Emancipation）という新聞を発行していたクエーカーのベンジャミン・ランディのために記事を書き、続いて共同編集者になった。ガリソンはそれまでに印刷工と新聞編集者の経験があり、新聞の記事配置を変えたりすることができ、それで反奴隷制度の演説家としてランディがあちこちと旅をする時間を作った。ガリソンは当初、ランディの漸進主義的考え方を共有したが、「普遍的解放の天才」の仕事をしているうちに、即座に完全な解放を要求する必要があると考えるようになった。ランディとガリソンは考え方が違ってきたものの、誰がその論説を書いたかを示すために編集者の署名入りとすることで合意し、共同作業を続けた。
「普遍的解放の天才」の編集時にガリソンが紹介した連続特集記事の一つが「ザ・ブラック・リスト」であり、これは「奴隷制度の野蛮さ、誘拐や鞭打ち、殺人」を簡潔に報告するコラムであった。「ザ・ブラック・リスト」のある記事では、ガリソンの生まれ故郷マサチューセッツ州ニューベリーポートのフランシス・トッドという船荷主のことを取り上げた。トッドは奴隷貿易に関わっており、最近ではボルティモアからニューオーリンズまで、その持ち船のフランシス号で奴隷を運んでいた。トッドはガリソンとランディを名誉毀損で訴えることにし、奴隷制度の擁護側であるメリーランド州の法廷に訴え出た。メリーランド州もガリソンに対する告訴を行い、速やかにガリソンを有罪として50ドルの罰金と裁判費用を支払うように命じた。ランディはこの記事が載った時に旅しており新聞を管理していなかったとして、告訴は取り下げられた。ガリソンは罰金を払えなかったので、6ヶ月間の収監を宣告された。反奴隷制度の立場を取り博愛主義者でもあるアーサー・タッパンがガリソンの罰金を肩代わりしてくれたので、ガリソンは7週間で釈放された。ガリソンはボルティモアを離れる決心をし、ランディとは友好的に別々の道を歩むことに合意した。

### リベレーター
1831年、ガリソンはニューイングランドに戻り、独力で反奴隷制度新聞「リベレーター 」を週刊で発行し始めた。ガリソンは書くことを通じて言葉による30年戦争を開始した。第1号には次のように書かれている。
リベレーターの当初の発行部数はかなり限られており、2年目でも400部に満たなかった。しかし、徐々に購読者を増やし、続く30年間影響を与え続けた。南北戦争が終わり、アメリカ合衆国憲法修正第13条によって全国の奴隷制度が廃止された後の1865年12月29日、ガリソンは最終号（通巻第1,820号）を、"告別の辞" のコラムで締めくくった。

### 組織と議論
1832年、ガリソンはニューイングランド反奴隷制度協会を設立した。翌年にはアメリカ反奴隷制度協会の共同設立者となった。同じく1833年、ガリソンはイギリスを訪れ、そこでの反奴隷制度運動を支援した。ガリソンは、反奴隷制度協会がどの政党とも組むべきではないこと、女性も協会の活動全てに参加を許されるべきことを意図した。ガリソンは協会に参加した女性活動家であるスーザン・B・アンソニー、エリザベス・キャディ・スタントン、ルクレティア・モット、ルーシー・ストーンなどの考え方に影響を受けた。女性達の立場は協会員の多数にとっては議論の余地があると見られており、協会内に亀裂を生じた。1839年、アーサー・タッパンとルイス・タッパンの兄弟が協会を離れ、別の団体「アメリカおよび海外反奴隷制度協会」を設立し、女性の参加は認めなかった。この協会の一部がまた離脱して、新しく作られた政党の自由党と手を組んだ。自由党は大統領選挙でジェイムズ・G・バーニーを担いだ政党であった。1840年代の終わりまでに、ガリソンは第3の組織である「普遍的改革の友」の設立を宣言した。この組織のスポンサーと設立者には、傑出した改革者であるマリア・チャップマン、アビー・ケリー・フォスター、オリバー・ジョンソンおよびブロンソン・オルコット（小説家ルイーザ・メイ・オルコットの父）がいた。
一方、1834年9月4日、ガリソンは奴隷制度廃止論者で引退した商人の娘エリザ・ベンソン (1811-1876)と結婚した。この夫婦には5人の息子と2人の娘が生まれたが、息子1人と娘1人は子供の時に死んだ。
1853年、ガリソンはオハイオ州のジョン・ランキン牧師をガリソンの経歴に重要な影響を与えた者と認め、ランキン牧師のことを「反奴隷制度の父」と呼び、ランキンの「奴隷制度に関する著書が反奴隷制度闘争に入る動機になった」と言った。
ガリソンは自分自身を最もはっきりとした、また最も急進的な奴隷制度の反対者と呼んだ。ガリソンの解放運動のやり方は非暴力と消極的抵抗を強調し、追随者を惹き付けた。当時の奴隷制度廃止論者が段階的解放を支持していたのに対し、ガリソンは「奴隷全員の即時の完全な解放」を求めた。
ガリソンと「リベレーター」はボストン婦人反奴隷制度協会の熱心な支持を受けた。この協会は集会を開き、講演会を後援し、アメリカ合衆国北東部中の女性による反奴隷制度ネットワークの力を高めることに貢献した。
ガリソンの演説会に出席していたある者が、奴隷制度はアメリカ合衆国憲法で守られていると反論した時、ガリソンはそれが真実ならば憲法は燃やしてしまうべきだと答えた。ガリソンはフレデリック・ダグラスとの付き合いが長かったが、憲法の価値については見方が分かれていた。ガリソンは憲法のことを「死との盟約であり、地獄との同意書」と呼んだ。ダグラスは元々、ガリソンの憲法に対する反感を共有していたが、後にライサンダー・スプーナーやゲリット・スミスとの議論によって、憲法は奴隷の解放を義務付けていると考えるようになった。ガリソンは憲法を奴隷制度を肯定するものと言って公衆の面前で焼き捨てたのではあったが。二人は袂を分かち、1870年代まで和解しなかった。
ガリソンが繰り返し反奴隷制度の見解を表に出したことで、自身を危険に曝すことになった。ボルティモアで収監されたこと以外にも、ジョージア州政府はガリソンの逮捕に5,000ドルの賞金を掛けた。また殺害するという脅しを何度も受けた。
南北戦争の前の歴史で最も議論を呼んだ出来事の一つは反奴隷制度協会の講義から起こった。1835年の秋、協会はイギリスの激しい奴隷制度廃止論者であるジョージ・トンプソンを招き講演を依頼した。トンプソンが出席できなくなったので、ガリソンが代役を引き受けた。無法な暴徒が講演会場に押しかけてトンプソンを探した。市長と警察はボストン婦人反奴隷制度協会のメンバーに会場から立ち去るよう説得した。しかし、暴徒はガリソンの姿をボストン中の通りに探し求めた。ガリソンはリンチを受けるのを免れ、レブレット通りの刑務所で夜を過ごした後、数週間ボストンを離れた。
ガリソンは、時には「リベレーター」の随筆欄に他者の書いたものを載せた。1856年に載った14歳のアンナ・ディッキンソンの書いたものは奴隷の解放を訴える情熱の込もったものだった。

### 奴隷制度廃止の後で
アメリカ合衆国で奴隷制度が廃止された後、ガリソンは社会改革の運動で働き続けた。特に禁酒運動と婦人参政権の運動だった。ガリソンは1865年末に「リベレーター」の発行を停止したが、その前の5月にアメリカ反奴隷制度協会の会長職辞任を宣言し、奴隷制度に対する闘争の勝利宣言と協会の解散を提案した。しかし、この提案は鋭い批判を呼ぶことになった。ガリソンの長い同調者であるウェンデル・フィリップスは、協会の使命は南部の黒人が完全に政治的にも市民としても平等を獲得するまでは終わっていないと主張した。ガリソンは、完全な市民としての平等は絶対に必要なことではあるが、協会の特別の任務は終わったのであり、新しい任務は新しい組織と新しい指導者によって行われるべきと反論した。しかし、ガリソンの長い間の同調者も2つに割れ、彼の提案の採決に必要な支持を集められないまま、動議は118対48で否決された。ガリソンはその辞意を変えることなく、会長職の継続の申し出も辞退したので、フィリップスが協会の会長を継いだ。ガリソンは「奴隷制度廃止運動家としての私の仕事は、神のお陰で、終わった」と宣言した。ボストンに戻ったガリソンは妻に「そうさせておくさ。私には全体がばかげたことに見える」と諦めたように告げた。ガリソンが協会を退いた後も、協会は活動を続け、5年後の憲法修正第15条の批准で終わりを告げた。
アメリカ反奴隷制度協会から引退し、「リベレーター」も廃刊したガリソンは、大衆討議への参加は続け、幾つかの改革論を支持した。特にフェミニズムと黒人の市民権には注意を注いだ。1870年代、ガリソンは幾つかの講演旅行を行い、また「ザ・インデペンデント」紙や「ボストン・ジャーナル」紙にレコンストラクションや市民権に関する寄稿をし、「ウーマンズ・ジャーナル」紙には準編集者として度々寄稿し、さらに古くからの同調者であるアビー・ケリーやルーシー・ストーンと共にアメリカ婦人参政権協会 (AWSA)に参加した。 AWSAで活動中の1873年、ガリソンは長い間離反したままだったフレデリック・ダグラスとウェンデル・フィリップスとの仲を戻した。それはボストン茶会事件の100周年を記念してケリーとストーンがお膳立てしたAWSAの集会という舞台で心の籠もった仲直りとなった。1874年にチャールズ・サムナーが死んだとき、共和党員の中にガリソンを後継上院議員として推す者がいた。ガリソンは政府の地位を取ることに対する道徳的な反感からこれを辞退した。
ガリソンは家族との時間を多く過ごすようになり、毎週子供達に手紙を書いた。妻のヘレンが1863年12月30日に卒中を患い、家に閉じ籠もるようになっていたのでその世話をしていたが、1876年1月25日、ヘレンは厳しい寒さのために肺炎を悪化させて死んだ。静かな葬儀がガリソンの家で行われたが、ガリソンは悲しみに打ち勝ったものの、発熱と気管支炎のために寝室に籠もらざるを得ず、階下の葬儀には参加できなかった。ウェンデル・フィリップスが弔辞を読み、ガリソンと共に奴隷制度廃止運動を戦った古くからの友達が大勢二階のガリソンの部屋に来て、個人的な弔意を伝えた。ガリソンは妻を失った悲しみからゆっくり立ち直り、ヘレンと会話できるかもしれないという望みから降霊術者のサークルに参加するようになった。ガリソンは1877年にイングランドへ最後の旅を行い、ジョージ・トンプソンやその他のイギリス奴隷制度廃止運動の友を訪問した。
ガリソンは腎臓を患っており、1879年の4月に病状がおもはしくなかったので、ニューヨーク市にあった娘のファニーの家に移った。5月、さらに病状が悪化したので、残っていた5人の子供達が見舞いに訪れた。ファニーはガリソンに賛美歌を歌いたいか尋ねた。ガリソンは歌えなかったが、子供達がガリソンの好きな賛美歌を歌い、ガリソンは手と足で拍子を取った。土曜日の朝、ガリソンは意識をなくし、1879年5月24日の夜半直前に死んだ。ガリソンの告別式ではセオドル・ドワイト・ウェルドとウェンデル・フィリップスが弔辞を読んだ。5月28日、マサチューセッツ州ジャマイカ・プレーンのフォレストヒルズ墓地に埋葬された。奴隷制度廃止運動の友人8人、この中には白人も黒人もいたが、棺を担いだ。ボストン市中で半旗が掲げられた。当時連邦保安官に採用されていたフレデリック・ダグラスが、ワシントンD.C.の教会で行われた告別式でガリソンの思い出について語った「彼が真実と共に一人で立ち上がり、静かに結果を待ったことは、この男の誇りである。」

## 子孫
ガリソンの息子で、名前も同じウィリアム・ロイド・ガリソン (1838-1909)は、単税、自由貿易、婦人参政権の提唱者となり、中国人排除法の撤廃を主唱して著名となった。次男のウェンデル・フィリップス・ガリソン (1840-1907)は、1865年から1906年までニューヨークの政治週刊誌「ネイション」の文芸局編集者であった。他に2人の息子（ジョージ・トンプソン・ガリソンとガリソンの伝記を書いたフランシス・ジャクソン・ガリソン）と1人の娘ヘレン・フランシーズ・ガリソンが、ガリソンの死後も生き残っていた。
2005年12月、ガリソンの200回目の誕生日を記念して、ガリソンの子孫達がボストンに集まったが、このような家族の集まりは1世紀振りのことだった。彼らは傑出した先祖の残した者やその影響を語り合った。

## 語録

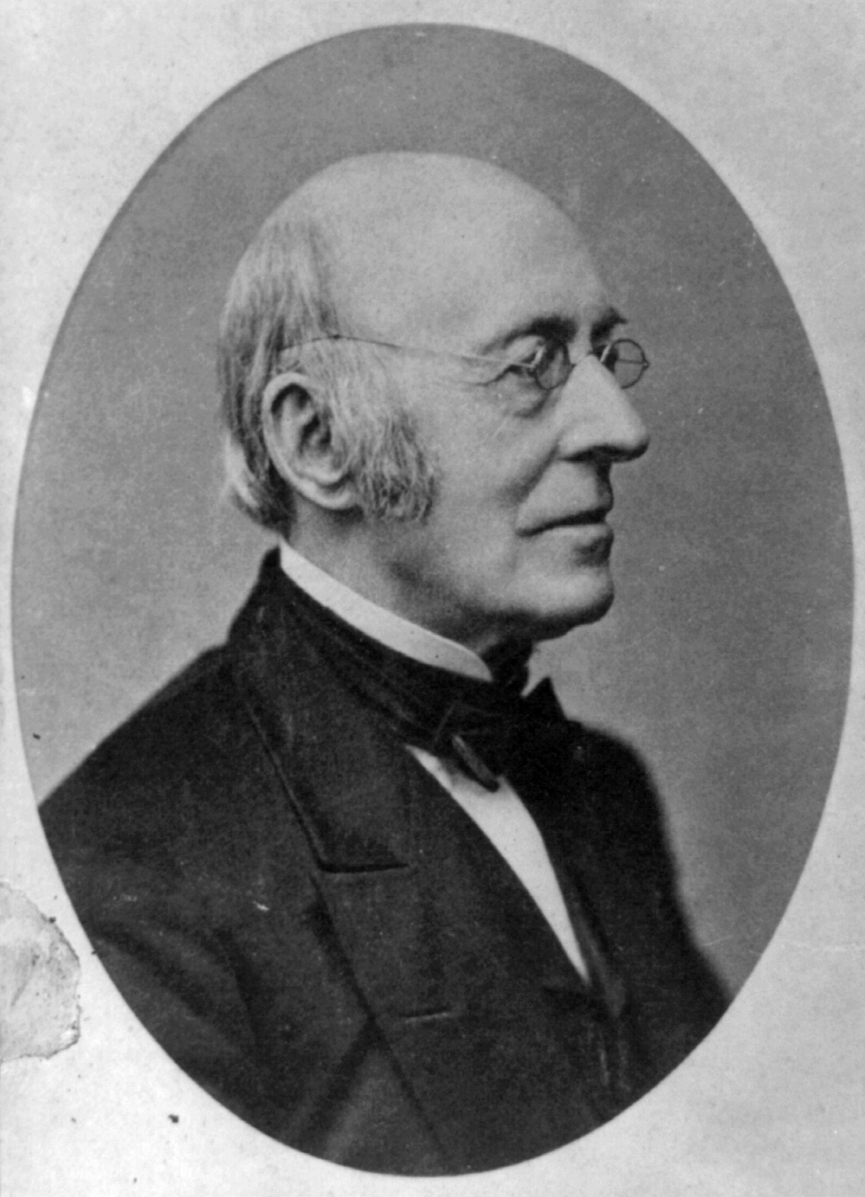
ガリソンの写真

- 私は真剣だ。私は言葉を濁さない。私は中途では辞めない。私は1インチも退かない。そして、私の言葉はいつか人々の耳に届く。（既出）
- 彼の血管には反奴隷制度の血は一滴も流れていない（エイブラハム・リンカーンについて）
- 私は生まれ故郷の土地を、かって人に対して示されたことも無いような粗野な嘲りで天の権威を侮辱したとして告発する。[10]
- 理性のある人間となら私は理性を持つ。人間性のある人となら私は訴える。しかし圧制者に対しては慈悲の心もないし、きっと無意味になる議論もしない。[11]
- 我が国は世界であり、我が国の人は全人類である。我々は生まれた国を愛し、その序でに他の国も愛す。アメリカ市民の利益、権利および自由は、全人類のそれらより価値あるものではない。故に我々は愛国主義に訴えることをゆるさないし、国民への侮辱や損失に対しても報復を許せない[12]。

## ガリソンの演説と記事（外部リンク）
- Address to the Colonization Society, ボストンのパークストリート教会で1829年7月4日に行われた演説。ガリソンが初めて反奴隷制度の考えを公衆の面前で公表したもの。
- An Address Delivered in Marlboro Chapel, 1838年7月4日の演説。奴隷の反乱と暴力の可能性に対するガリソンの見解を表明。From the Antislavery Literature Project.
- To the Public, ガリソンの発刊の言葉 ザ・リベレーター1831年1月1日。
- Truisms, ザ・リベレーター1831年1月8日。
- The Insurrection, ナット・ターナーの反乱に対するガリソンのコメント ザ・リベレーター1831年9月3日。
- On the Constitution and the Union, ザ・リベレーター1832年12月29日。
- Declaration of Sentiments, ボストン平和会議の投稿（1838年9月18日）。 ザ・リベレーターにも掲載 (1838年9月18日)。
- Abolition at the Ballot Box, ザ・リベレーター1839年6月28日。
- The American Union, ザ・リベレーター1845年1月10日。
- The Tragedy at Harper's Ferry, ジョン・ブラウンによるハーパーズ・フェリー襲撃に関するガリソンの最初に公表したコメント。ザ・リベレーター1859年10月28日。
- John Brown and the Principle of Nonresistance, 1859年12月2日にボストンのトレモント寺院での集会における演説。ジョン・ブラウンが絞首刑に処せられた日である。ザ・リベレーターにも掲載 (1859年12月16日)。
- The War?Its Cause and Cure, ザ・リベレーター1861年5月3日。
- Valedictory: The Final Number of The Liberator, ザ・リベレーター廃刊の言葉。1865年12月29日。
- No Union With Slaveholders
- William Lloyd Garrison works Cornell University Library Samuel J. May Anti-Slavery Collection
- William Lloyd Garrison works reprinted by Cornell University Digital Library Collections.